# Cour permanente d'arbitrage
Pour les articles homonymes, voir CPA.
La Cour permanente d'arbitrage (CPA), appelée aussi Tribunal de La Haye à ses débuts, est une organisation et juridiction arbitrale internationale fondée en 1899, dont le siège est au palais de la Paix de La Haye, aux Pays-Bas. La CPA propose des services de règlement des différends impliquant diverses combinaisons d’États, d’entités contrôlées par l’État, d’organisations intergouvernementales et de parties privées.

## Historique
La CPA a été créée en 1899 lors de la première conférence de La Haye en tant que premier mécanisme universel de règlement des différends entre États. L’article 16 de la Convention de 1899 stipule que « [d]ans les questions d’ordre juridique, et en premier lieu dans les questions d’interprétation ou d’application des conventions internationales », l’arbitrage est « le moyen le plus efficace et en même temps le plus équitable de régler les litiges qui n’ont pas été résolus par les voies diplomatiques.» La Convention de 1899 a été révisée lors de la deuxième Conférence de la Paix de La Haye en 1907. Aujourdhui, 125  États ont ratifié au moins l'une des deux conventions fondatrices de la Cour.
Le Palais de la Paix a été construit entre 1907 et 1913 en tant que siège de la CPA.

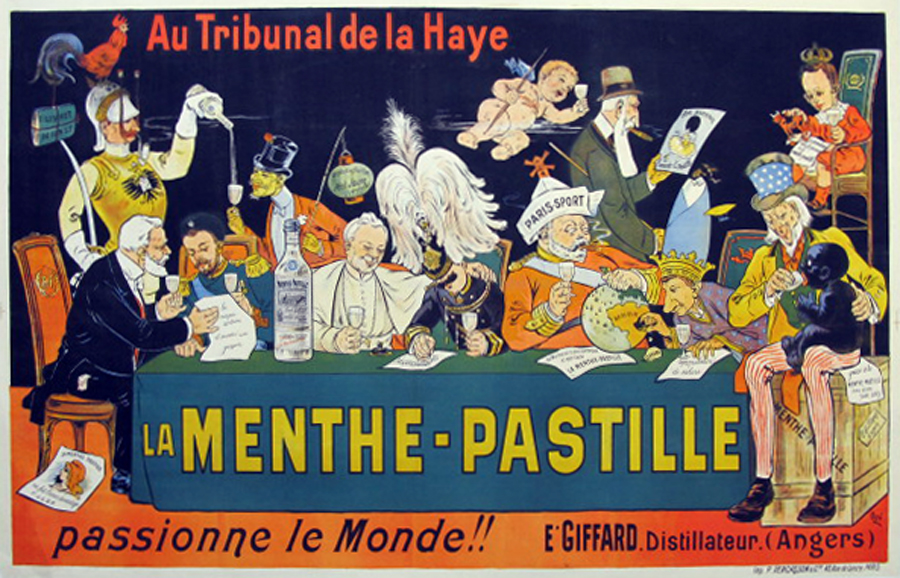
Affiche d'Eugène Ogé moquant le « Tribunal de La Haye » (1904).

## Fonctionnement

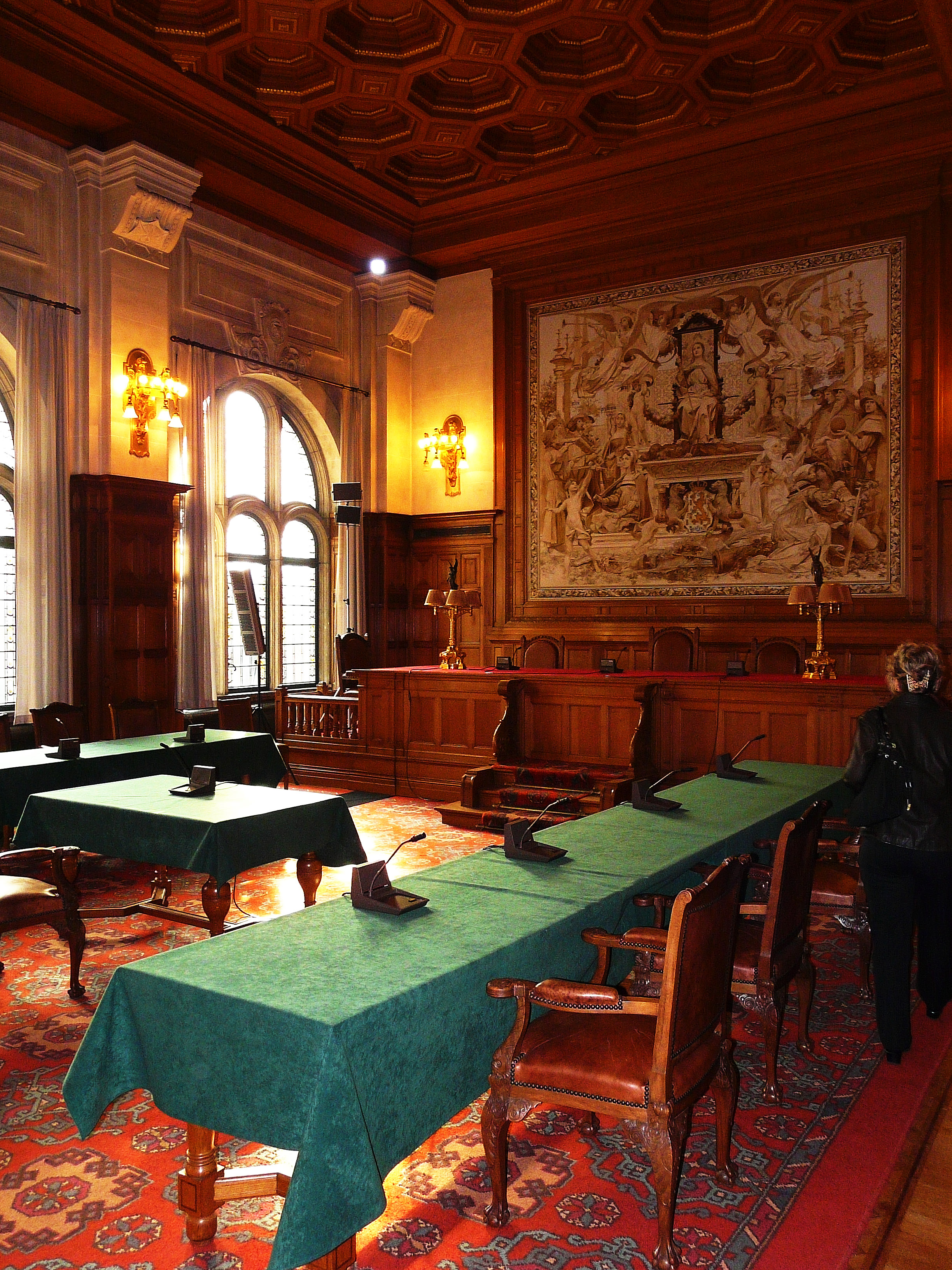
Salle de réunion de la Cour permanente d'arbitrage.

La CPA assure l’administration des arbitrages internationaux, des conciliations, et des commissions d’enquêtes dans des litiges entre États, personnes privées et organisations intergouvernementales. Elle se situe ainsi à la croisée du droit international public et du droit international privé. La CPA se compose d'un greffe et d'une liste d'arbitres potentiels dans laquelle les parties choisissent les arbitres chargés de régler le différend les opposant.
Les deux langues de travail officielles de la CPA sont le français et l’anglais, mais les arbitrages sont aussi menés dans d'autres langues choisies d’un commun accord par les parties.
Les différents règlements de procédures de la CPA sont modelés sur le règlement d’arbitrage de la CNUDCI (Commission des Nations unies pour le droit commercial international).
Le recours à la CPA est toujours facultatif, en vertu des principes de souveraineté des États et de consentement à l'arbitrage[réf. nécessaire]. En revanche, l'exécution de la sentence arbitrale rendue par les arbitres est obligatoire.
Après avoir connu une période d'activité intense dans les années suivant sa création, la CPA est tombée en sommeil à la suite de la Seconde Guerre mondiale. Elle connaît une renaissance à partir des années 1990, qui lui permet d'être aujourd'hui l'une des principales institutions internationales pour le règlement des différends impliquant des États ou organisations internationales.
Le public connaît mieux la Cour internationale de justice que la CPA du fait du petit nombre d'affaires traitées et de leur caractère confidentiel.
Le portail web judiciaire de La Haye, qui donne accès à toutes les informations et documents relatifs aux organisations et tribunaux internationaux basés à La Haye, entreprend, en étroite collaboration avec la CPA, de numériser plusieurs sentences historiques de la CPA.

### Articles annexes
- Société des Nations
- Palais de la Paix